# Николаевка (Алатанинский сельсовет)
Николаевка (баш. Николаевка) — село в Стерлитамакском районе Республики Башкортостан Российской Федерации. Входит в состав Алатанинского сельсовета. 

## География

### Географическое положение
Находится к востоку от шихана Юрактау. Рядом расположено устье реки Алатанки, впадающей в старицу реки Белой.
Расстояние до:
- районного центра (Стерлитамак): 29 км,
- центра сельсовета (Алатана): 4 км,
- ближайшей ж/д станции (Стерлитамак): 29 км.

## Население
| 2002 | 2009 | 2010 |
| ---- | ---- | ---- |
| 86   | ↘66  | →66  |

Национальный состав
Согласно переписи 2002 года, преобладающая национальность — башкиры (69 %).